# Pelochyta fassli
Pelochyta fassli là một loài bướm đêm thuộc phân họ Arctiinae, họ Erebidae.